# Parechinidae
Parechinidae é uma família de ouriços-do-mar pertencente à classe Echinoidea.

## Characteristics
Como todos os membros da ordem Camarodonta, a família Parechinidae apresenta placas ambulacrais compostas e tubérculos não perfurados. Como características específicas da família, os membros deste táxon apresentam placas interambulacrais densamente cobertas por tubérculos com múltiplos sub-tubérculos subequais e 
entalhes vestibulares insignificante em tamanho. Os pedicelários globíferos entre os espinhos têm lâminas amplamente abertas, cada uma com muitos dentes laterais.

## Géneros
A família Parechinidae inclui os seguintes géneros:
- Isechinus Lambert, 1903
- Loxechinus Desor, 1856
- Paracentrotus Morensen, 1903b
- Parechinus Mortensen, 1903b
- Psammechinus L. Agassiz & Desor, 1846 [1]